# Guðmundur Arnar Guðmundsson

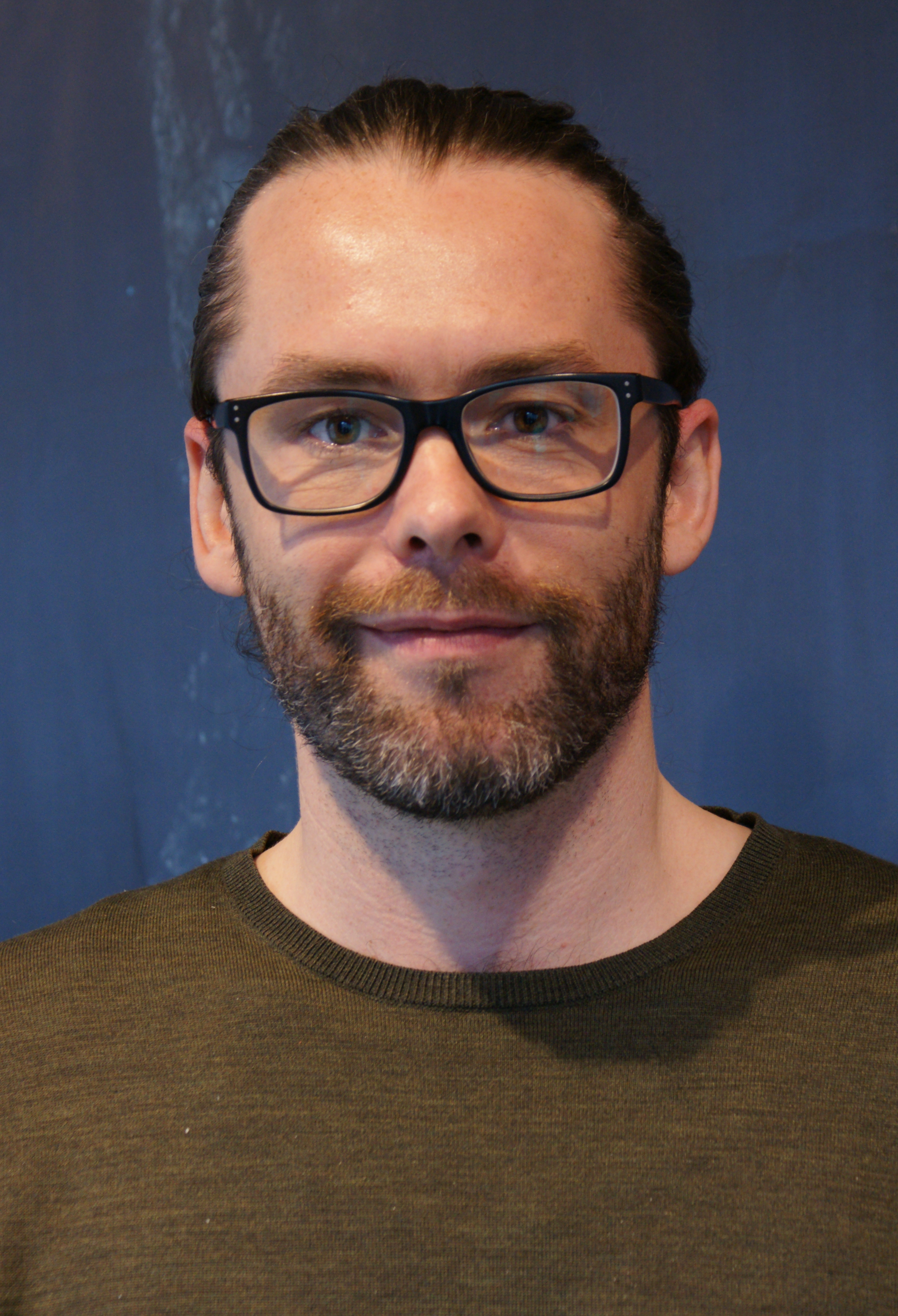
Guðmundur Arnar Guðmundsson auf dem Internationalen Filmfestival Göteborg 2017.

Guðmundur Arnar Guðmundsson (deutsche Transkription Gudmundur Arnar Gudmundsson; * 25. Februar 1982 in Reykjavík) ist ein isländischer Filmregisseur, -produzent und Drehbuchautor.

## Leben und Wirken
Guðmundur Arnar Guðmundsson wuchs in Reykjavík und Þórshöfn auf. Er besuchte zunächst das Ármúli-Gymnasium in Reykjavík, anschließend die Fachhochschule Tækniskóli Íslands (ab 2002 Tækniháskóli Íslands). Im Anschluss studierte er von 2003 bis 2006 Kunst an der Kunstakademie Reykjavik, mit einem Auslandssemester 2005 an der Universität der Künste Berlin. Anschließend nahm er in Dänemark ein Studium im Fachbereich Drehbuch auf. In den Jahren 2005 bis 2014 drehte er mehrere Kurzfilme, darunter auch Hvalfjörður, der unter anderem beim Filmfestival Warschau, den Filmfestspielen Cannes und dem Filmfestival Reykjavík ausgezeichnet wurde. 2016 veröffentlichte er sein Langfilmdebüt Herzstein, das auf den Filmfestspielen in Venedig 2016 seine Premiere feierte und dort mit dem Queer Lion ausgezeichnet wurde. Guðmundur Arnar führte in Herzstein Regie, schrieb das Drehbuch und produzierte den Film. Für den Film Weißer weißer Tag von 2019 (Regie: Hlynur Pálmason) trat Guðmundur Arnar als Produzent in Erscheinung. Sein Film Beautiful Beings, der im Februar 2022 bei der Berlinale seine Premiere feierte, wurde von Island als Beitrag für die Oscarverleihung 2023 in der Kategorie Bester Internationaler Film eingereicht.

## Filmografie (Auswahl)

### Als Regisseur und Drehbuchautor
- 2005: Þröng sýn
- 2009: Jeffrey & Beth
- 2013: Hvalfjörður
- 2016: Herzstein (Hjartasteinn)
- 2022: Beautiful Beings (Berdreymi)

### Als Produzent
- 2005: Þröng sýn
- 2009: Jeffrey & Beth
- 2013: Hvalfjörður
- 2015: The Mad Half Hour
- 2016: Herzstein (Hjartasteinn)
- 2019: Weißer weißer Tag (Hvítur, hvítur dagur)

## Auszeichnungen (Auswahl)
Film Fest Gent 2013
- Preisträger in der Kategorie Bester europäischer Kurzfilm für Hvalfjörður

Filmfestival Cannes 2013
- Special Mention für Hvalfjörður
- Nominierung für die Goldenen Palme in der Kategorie Bester Kurzfilm für Hvalfjörður

Filmfestspiele Venedig 2016
- Preisträger des Queer Lion für Herzstein

Filmfestival Warschau 2016
- Preisträger der Ökumenischen Jury für Herzstein
- Preisträger in der Kategorie Beste Regie für Herzstein

Chéries-Chéris 2017
- Preisträger der Jury für Herzstein

Edda-Award 2017
- Preisträger in der Kategorie Regisseur des Jahres für Herzstein
- Preisträger in der Kategorie Drehbuch des Jahres für Herzstein